# Malabartok
De malabartok (Ocyceros griseus) is een neushoornvogel die voorkomt in India, waar het een endemische vogelsoort is van het berggebied West-Ghats. De vogel werd in 1790 als Buceros griseus door de Britse natuuronderzoeker John Latham beschreven.

## Beschrijving
De malabartok is 45 cm lang (staart: 23 cm ). Het mannetje heeft een dofrode snavel uitlopend op een gele punt en het vrouwtje een geheel gele snavel met wat zwart aan het begin. Beide seksen hebben een opvallende witte, brede wenkbrauwstreep die doorloopt tot in de nek. De vleugels zijn grijsbruin, waarbij de handpennen zwart zijn met witte punten. De staart is grijszwart met ook witte punten. De buik en borst zijn grijs met witte streping.

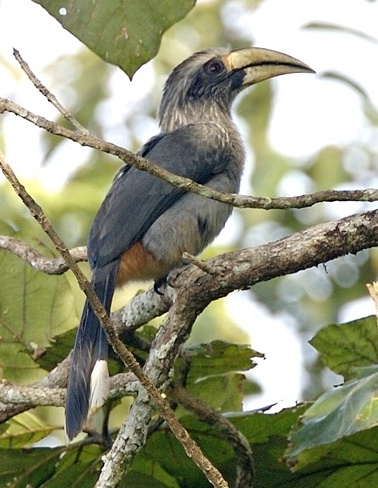
vrouwtje
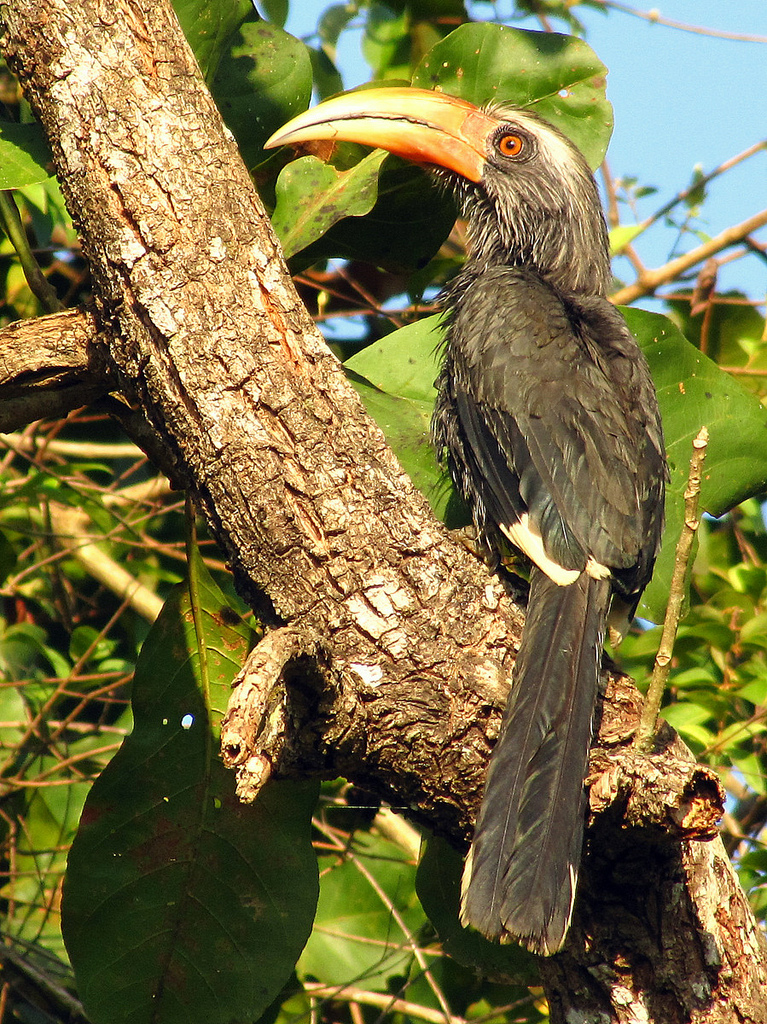
mannetje

## Verspreiding en leefgebied
The malabartok is een algemene jaarvogel in de West-Ghats en het heuvelland daar ten zuiden van in Zuid-India. Het leefgebied bestaat uit dichte bossen. De drogere, meer open bosgebieden vormen het leefgebied van de wigstaarttok (Ocyceros birostris).

## Status
De grootte van de totale populatie is niet gekwantificeerd, want sterk versnipperd in kleine deelpopulaties. Er is voldoende bewijs door onderzoek aan deelpopulaties, dat de totale populatie afneemt met 30 tot 49% over drie  generaties. Daarom staat de malabartok sinds 2020 als kwetsbaar op de Rode Lijst van de IUCN.